# Джанні Де Маджистріс
Джанні Де Маджистріс (італ. Gianni De Magistris, 3 грудня 1950) — італійський ватерполіст і плавець.
Срібний призер Олімпійських ігор 1976 року
Чемпіон світу з водних видів спорту 1978 року, бронзовий призер 1975 року.
Бронзовий призер Чемпіонату Європи 1977 року.